# Holland America Line

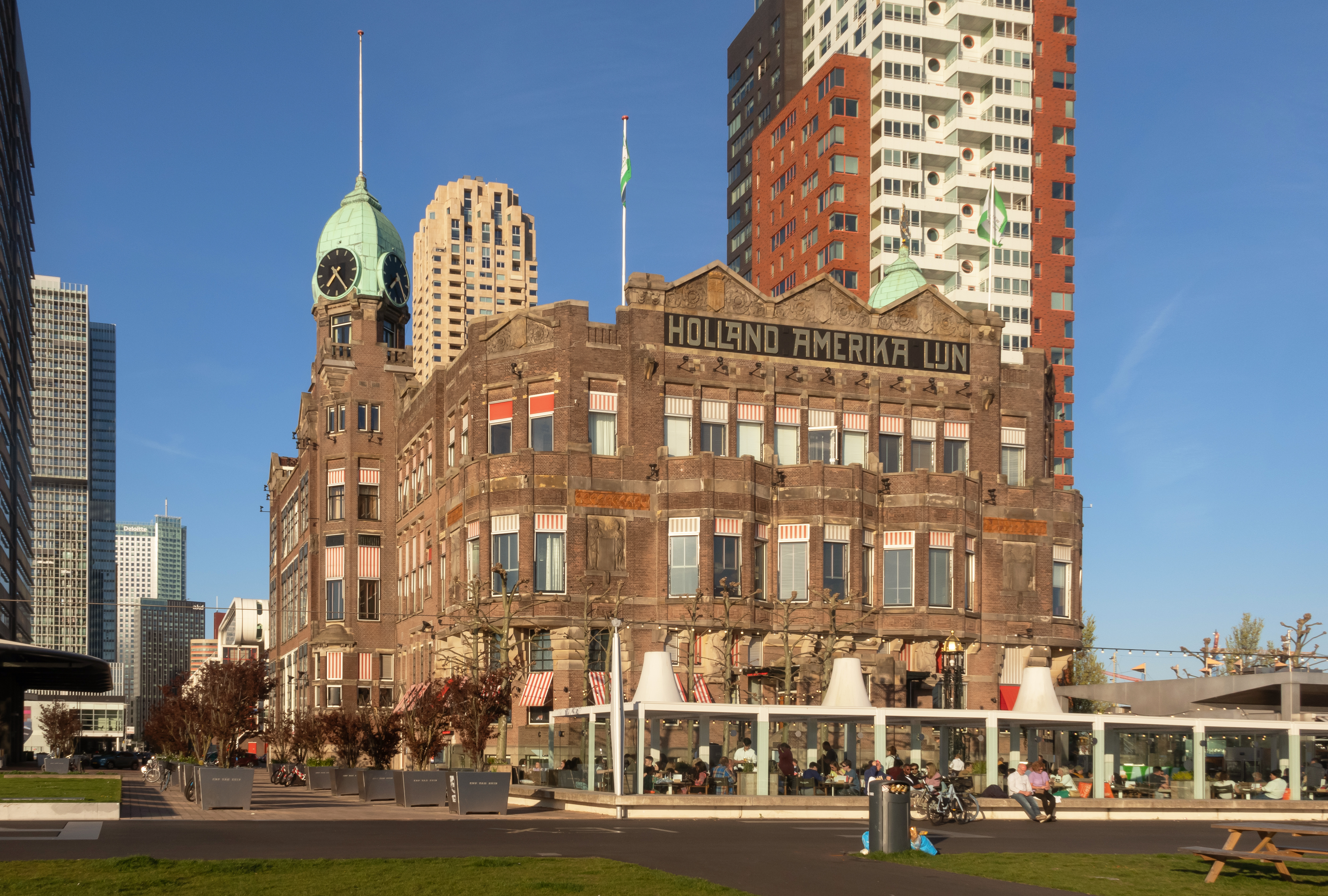
Le siège social de l'ancienne Holland America Line

La Holland America Line est un armateur américain de navires de croisière, propriété de Carnival corporation & plc depuis 1989.
Cette compagnie maritime a été fondée en 1873 sous le nom de Netherlands America Steamship Company.  Comme son siège social était à Rotterdam, elle est devenue la Holland America Line (HAL)[réf. nécessaire].

Elle commença son activité par le transport de fret et de passagers pour les Pays-Bas et les Indes orientales néerlandaises par le biais du Canal de Suez.
En 1895, cette compagnie réalisa une première croisière touristique.
En 1971, Holland America Line suspend son transport de passagers entre l'Europe et les États-Unis, avant de vendre sa division cargo en 1973, pour se concentrer sur les croisières.
Elle devient filiale de la Carnival corporation & plc en 1989[réf. nécessaire]. En 2009, la société exploite 14 navires et transporte près de 700 000 passagers par an.
La société Holland America Line est propriétaire d'un centre de villégiature Half Moon Cay sur l'île de Petite San Salvador aux Bahamas, et aussi d'un hôtel, de deux compagnies de bus (Gray Line Alaska et Gray Line Seattle) et d'une compagnie ferroviaire.
En 2020, comme les autres sociétés du groupe Carnival, la société est durement touchée par les conséquences économiques de la crise sanitaire du Covid19 et annonce en juillet qu'elle vend quatre de ses paquebots de croisière : MS Maasdam, MS Veendam, MS Amsterdam et MS Rotterdam (les deux derniers à la compagnie Fred. Olsen Cruise Lines).

## Faits marquants
Le 3 avril 2008, Micky Arison actuel directeur de Carnival corporation & plc a annoncé que la société ne commanderait pas de navire pour ses 3 marques américaines (Carnival Cruise Line, Princess Cruise Line et Holland America Line) du fait des coûts de construction élevés et de la situation économique peu favorable.

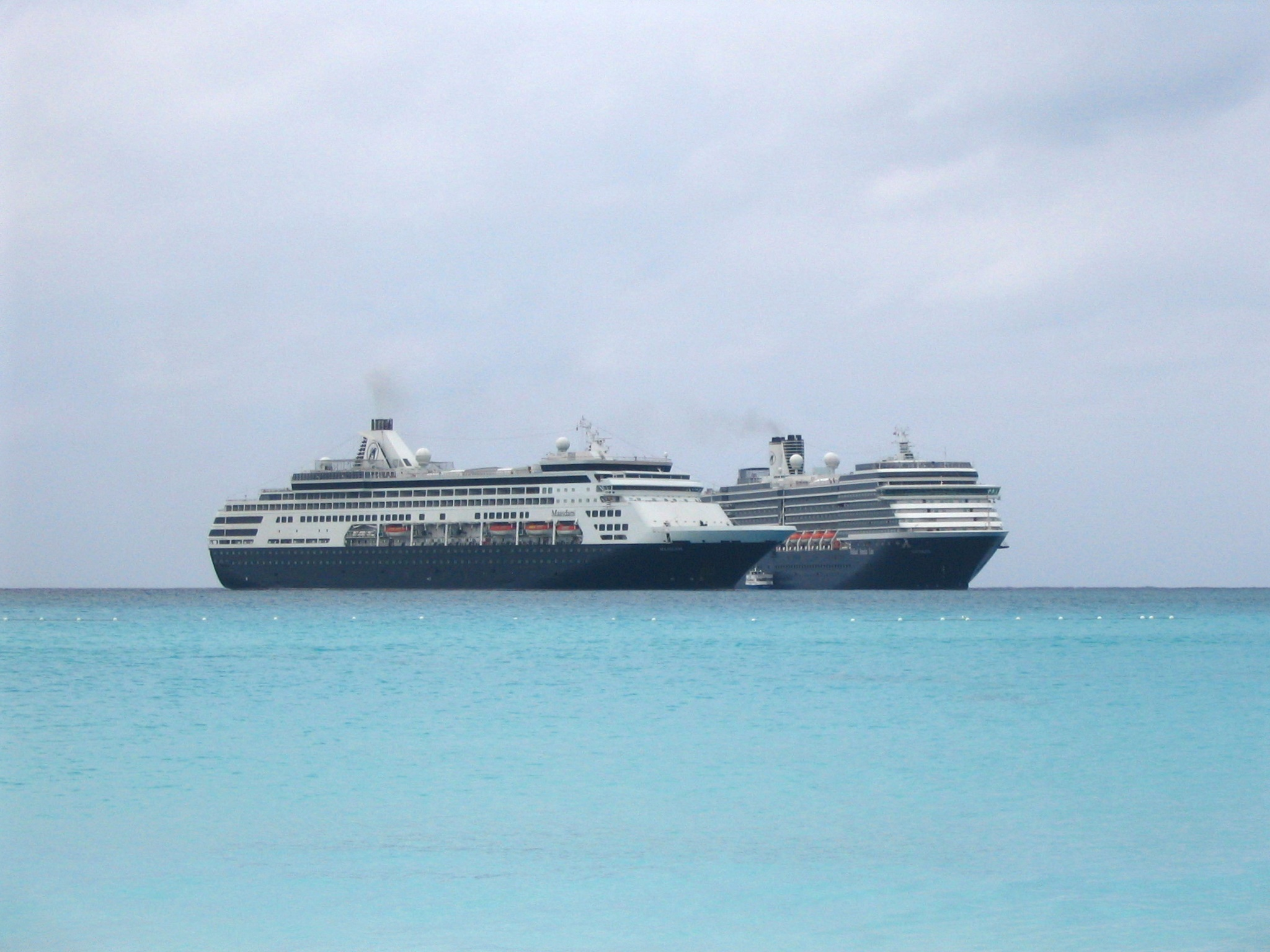
Le Maasdam et le Westerdam ancrés au large d'une île des Bahamas.

## Flotte
Cette société exploite 11 navires :
- MS Rotterdam
- MS Eurodam
- MS Koningsdam
- MS Nieuw Amsterdam
- MS Nieuw Statendam
- MS Noordam
- MS Oosterdam
- MS Volendam
- MS Westerdam
- MS Zaandam
- MS Zuiderdam

## Différentes classes

### Classe Rotterdam
| Nom         | Année de production | Année de mise en service | Tonnage | Pays d'enregistrement | Note                                     |
| ----------- | ------------------- | ------------------------ | ------- | --------------------- | ---------------------------------------- |
| MS Volendam | 1999                | 1999                     | 60 906  | Pays-Bas              | Signature of excellence en décembre 2005 |
| MS Zaandam  | 2000                | 2000                     | 60 906  | Pays-Bas              | Signature of excellence en janvier 2005  |

### Classe Vista
| Nom          | Année de production | Année de mise en service | Tonnage | Pays d'enregistrement | Note                                                   |
| ------------ | ------------------- | ------------------------ | ------- | --------------------- | ------------------------------------------------------ |
| MS Zuiderdam | 2001                | 2002                     | 81 769  | Pays-Bas              | Signature of excellence en décembre 2005 et avril 2008 |
| MS Oosterdam | 2003                | 2003                     | 85 000  | Pays-Bas              | Signature of excellence en octobre 2006                |
| MS Westerdam | 2004                | 2004                     | 81 811  | Pays-Bas              | Signature of excellence en avril 2005 et mai 2007      |
| MS Noordam   | 2006                | 2006                     | 82 000  | Pays-Bas              |                                                        |

### Classe Signature
| Nom                | Année de production | Année de mise en service | Tonnage | Pays d'enregistrement | Note |
| ------------------ | ------------------- | ------------------------ | ------- | --------------------- | ---- |
| MS Eurodam         | 2007                | 2008                     | 86 700  | Pays-Bas              |      |
| MS Nieuw Amsterdam | 2009                | 2010                     | 86 700  | Pays-Bas              |      |

### Classe Pinnacle
| Nom                | Année de production | Année de mise en service | Tonnage | Pays d'enregistrement | Note |
| ------------------ | ------------------- | ------------------------ | ------- | --------------------- | ---- |
| MS Koningsdam      | 2015                | 2016                     | 99 500  | Pays-Bas              |      |
| MS Nieuw Statendam | 2017                | 2018                     | 99 500  | Pays-Bas              |      |
| MS Rotterdam       | 2019                | 2021                     | 99 500  | Pays-Bas              |      |

## Entreprises partenaires
La compagnie Holland America Line sous-traite certains services à d'autres sociétés telles que :
- Steiner Leisure, pour les services de spa.
- Elite Golf Cruises, pour les cours de golf

## Anciens bateaux
- MS Maasdam (1993–2020)
- MS Veendam (1996–2020)
- MS Amsterdam (2000–2020)
- MS Rotterdam (1997–2020)
- MS Prinsendam (2002–2019)
- MS Ryndam (1994–2015)
- MS Statendam (1993–2015)

- MS Westerdam (1988-2002)
- MS Noordam (1988–2002)
- MS Nieuw Amsterdam (1984–2000)
- SS Rotterdam (1959–1997)